# Primera División de la Unión Soviética 1945
La temporada 1945 de la Pervaya Gruppa fue la 7ª de la Primera División de la Unión Soviética.
|  |     | Equipos               | PJ | G  | E | P  | GF | GC | Coc  | Pts |
|  | --- | --------------------- | -- | -- | - | -- | -- | -- | ---- | --- |
|  | 1.  | FK Dynamo Moskva      | 22 | 19 | 2 | 1  | 73 | 13 | 5.62 | 40  |
|  | 2.  | CDKA Moskva           | 22 | 18 | 3 | 1  | 69 | 23 | 3.00 | 39  |
|  | 3.  | FK Torpedo Moskva     | 22 | 12 | 3 | 7  | 41 | 21 | 1.95 | 27  |
|  | 4.  | FK Dinamo Tbilisi     | 22 | 9  | 8 | 5  | 37 | 22 | 1.68 | 26  |
|  | 5.  | FK Dynamo Leningrad   | 22 | 11 | 3 | 8  | 42 | 29 | 1.45 | 25  |
|  | 6.  | FK Zenit Leningrad    | 22 | 8  | 7 | 7  | 35 | 31 | 1.13 | 23  |
|  | 7.  | FK Traktor Stalingrad | 22 | 9  | 3 | 10 | 23 | 38 | 0.61 | 21  |
|  | 8.  | Krylya Sovetov Moskva | 22 | 6  | 6 | 10 | 23 | 48 | 0.48 | 18  |
|  | 9.  | FK Dinamo Minsk       | 22 | 5  | 7 | 10 | 20 | 39 | 0.51 | 17  |
|  | 10. | FK Spartak Moskva     | 22 | 6  | 3 | 13 | 22 | 44 | 0.50 | 15  |
|  | 11. | FK Dynamo Kiev        | 22 | 1  | 6 | 15 | 13 | 50 | 0.26 | 8   |
|  | 12. | FK Lokomotiv Moskva   | 22 | 1  | 3 | 18 | 14 | 54 | 0.26 | 5   |

Pts = Puntos; PJ = Jugados; G = Ganados; E = Empatados; P = Perdidos; GF = Goles Anotados; GC = Goles Recibidos; Dif = Cociente de goles